# Axel Sandberg (konstnär)
Axel Theofron Sandberg, född 29 december 1865 i Eskilstuna, död 26 oktober 1956 i Stockholm, var en svensk generalkonsul, godsägare och målare.
Han var son till godsägaren August Sandberg och Rosalie Elisabeth Boberg och gift första gången med Anna Fryberg och andra gången med Ina Karlsson. Han var morfar till Börje Axel Thure E:son Sandelin. Sandberg studerade vid Konstakademin i Stockholm 1883–1888 och därefter en kortare tid för Carl Larsson på Valands målarskola i Göteborg. Han var huvudsakligen verksam som akvarellmålare och hans konst består av bland annat minutiöst utpenslade porträtt. Hans förkärlek till just akvarellmåleri medförde att han instiftade det Sandbergska stipendiet för akvarellmålning. Han lämnade konstnärsbanan när han blev godsägare till Stora Lundby i Sorunda socken. Han var generalkonsul i Montenegro 1913–1922. Sandberg finns representerad i Konstakademins samlingar.  